# X-Seed 4000
Az X-Seed 4000 a legmagasabb építmény koncepciója, amit valaha megterveztek. 
4000 méter magas, 800 emelettel, átmérője lent 6000 méter, formája hegyre hasonlít.
Tokió közelében, a tengerben lenne megépíthető a Taisei Construction Corporation nevű cég tervei alapján.
Futurisztikus környezetben élhetne 500 000–1 000 000 ember, ötvözve az ultramodern életmódot a természettel. Napenergiával működne, képes lenne reagálni az időjárási körülményekre, így kontrollált határok között tartaná a fényt, hőmérsékletet és a légnyomást. Hatalmas méretei miatt az egyetlen hely, ahol megépülhet, az a tenger. Magasabb lenne, mint Japán legmagasabb hegye, a 3776 méteres Fudzsi.
A világ első ember alkotta hegyének költségét néhány százmilliárd dollárra becsülik, ami sok ország éves költségvetésével vetekszik.
Az X-Seed 4000 „nem arra lett kitalálva, hogy megépüljön” - mondta Georges Binder, a Buildings & Data ügyvezető igazgatója, egy olyan cégé, amely az épületekről világszerte adatbankokat állít össze. „A terv célja az volt, hogy némi elismerést szerezzen a cégnek, és ez sikerült.” 